# Louis-Arthur Longeaux
 (janvier 2018).
Si vous disposez d'ouvrages ou d'articles de référence ou si vous connaissez des sites web de qualité traitant du thème abordé ici, merci de compléter l'article en donnant les références utiles à sa vérifiabilité et en les liant à la section « Notes et références ».
Pour les articles homonymes, voir Longeaux (homonymie).
Louis-Arthur Longeaux (né le 17 mai 1908 à La Fère et mort le 4 septembre 1996) est un haut fonctionnaire français.

## Carrière
Ancien élève de l'École polytechnique (France), Ingénieur des ponts et chaussées, Licencié en droit, Louis-Arthur Longeaux fut successivement :
- Ingénieur des ponts et chaussées à Évreux (1933) puis à Hanoï (1935-1940),
- Ingénieur en chef adjoint à l'Inspecteur général des travaux publics de l'Indochine (1940-1945),
- Directeur de cabinet de l'amiral Thierry d'Argenlieu,
- Haut-Commissaire de France en Indochine (1945-1947),
- Ingénieur général des travaux publics en l'Indochine (1948-1951),
- Administrateur au sein de la Société d'études pour les transports fluviaux en Indochine (1951),
- Ingénieur en chef des ponts et chaussées du département de Constantine (1951) puis du Pas-de-Calais (1956),
- Inspecteur général des ponts et chaussées (circonscriptions Nord et Picardie puis Région Parisienne, 1961-1964),
- Préfet de Meurthe-et-Moselle de 1965 à 1969,
- réintégré dans le corps des ingénieurs des ponts et chaussées (1969),
- Président de la première section du Conseil général des ponts et chaussées (1971-1977),
- Président de la commission des marchés de génie civil (1971-1974),
- admis à la retraite (1977),
- Membre de la commission des comptes de la SNCF (1977-1981).

## Publications
- Parallèle entre quelques problèmes économiques, sociaux et administratifs de l'agglomération londonienne et de l'agglomération parisienne in La Revue administrative, Paris. Presses universitaires de France, 1951, pp. 242-252.

## Récompenses et distinctions

### Décorations
- Commandeur de la Légion d'honneur.
- Rosette de la Résistance.
- Chevalier des Palmes académiques.
- King's Medal for Courage.
- Commandeur du mérite de la République Italienne.